# Josia similis
Josia similis là một loài bướm đêm thuộc họ Notodontidae. Nó là loài duy nhất được tìm thấy ở đông bắc Brasil.